# Simeone I il Grande
Simeone I, detto il Grande (in bulgaro Симеон I Велики?, Simeon I Veliki; 864/865 – Preslav, 27 maggio 927), è stato zar di Bulgaria dall'893 alla sua morte, durante il Primo impero bulgaro.
A metà del suo regno assunse il titolo di zar ("imperatore"), dopo aver tenuto quello di Knjaz ("principe"). Le sue vittoriose campagne contro l'Impero bizantino, gli Ungari e i Serbi segnarono la massima espansione territoriale della Bulgaria, che divenne il più potente stato dell'Europa orientale dell'inizio del X secolo. Il suo regno fu caratterizzato da una vitalità culturale mai più raggiunta, considerata l'età d'oro della cultura bulgara.
Sotto il dominio di Simeone, la Bulgaria si espanse su di un territorio che andava dal mar Egeo, al mar Adriatico, al mar Nero, La Chiesa Ortodossa Bulgara, divenuta indipendente, fu il primo nuovo patriarcato dopo la Pentarchia, e le traduzioni nell'alfabeto glagolitico bulgaro si diffusero nel mondo slavo dell'epoca.

## Biografia

### Giovinezza e ascesa al trono
Simeone nacque nell'864 o 865, terzo figlio dello Knjaz Boris I, appartenente alla dinastia di Krum. Boris aveva cristianizzato la Bulgaria, quindi Simeone fu educato al Cristianesimo. Il fratello maggiore di Simeone, Vladimir, era stato destinato dal padre a succedergli al trono bulgaro; il principe bulgaro aveva dunque scelto per il figlio Simeone la carriera ecclesiastica, forse destinandolo all'arcivescovato, e lo inviò quindi a studiare presso la prestigiosa Università di Costantinopoli all'età di tredici o quattordici anni, allo scopo di studiare la teologia. Qui assunse il nome ebraico "Simeone" all'atto di divenire un novizio in un monastero di Costantinopoli. Nel decennio che passò nella capitale bizantina (878 circa-888), ricevette un'educazione eccellente, studiando anche la retorica di Demostene e la filosofia di Aristotele. Divenne anche fluente in greco, tanto che nelle cronache bizantine veniva definito "il mezzo-greco". Nell'888 Simeone ritornò in Bulgaria, stabilendosi nel monastero reale di Preslav, appena fondato, dove, sotto la guida di Naum di Preslav, si accinse alla traduzione di importanti testi religiosi dal greco all'antico slavo ecclesiastico, assieme ad altri studenti provenienti da Costantinopoli.
Nel frattempo, Vladimir era salito al trono di signore della Bulgaria, dopo che il padre Boris aveva abdicato in suo favore ritirandosi in un monastero. Vladimir tentò di reintrodurre il paganesimo nel suo dominio; giunse forse anche a siglare un patto anti-bizantino con Arnolfo di Carinzia. Boris ritornò dal suo monastero, assunse di nuovo il potere, depose e punì il figlio primogenito Valdimir, e subito nominò Simeone nuovo sovrano, in un'assemblea che proclamò anche il bulgaro come l'unica lingua dello stato e della chiesa, e ordinò lo spostamento della capitale da Pliska a Preslav.

### Guerra commerciale contro i Bizantini e invasione degli Ungari
Salito al trono Simeone, la lunga pace con l'Impero bizantino stabilita da Boris ebbe fine. Il casus belli fu commerciale: l'imperatore bizantino Leone VI, dietro pressione di sua moglie Zoe Carbonopsina e suo padre l'ammiraglio Stiliano Zaoutzes, spostò la sede del mercato delle merci bulgare da Costantinopoli a Tessalonica, dove i mercanti erano sottoposti a pesanti dazi. I Bulgari chiesero la protezione di Simeone, il quale a sua volta si lamentò con Leone, che però ignorò l'ambasciata del principe.

Mappa della massima estensione territoriale della Bulgaria sotto il regno di Simeone I.

Obbligato a prendere l'iniziativa, nell'autunno dell'894 Simeone invase l'Impero bizantino da nord, incontrando scarsa opposizione, in quanto le forze bizantine erano state concentrate sulla frontiera orientale dell'Anatolia per fronteggiare la minaccia delle invasioni degli Arabi. Venuto a conoscenza dell'invasione bulgara, un sorpreso Leone reagì inviando contro Simeone un esercito formato dalla sua guardia e dalle unità militari che difendevano Costantinopoli, ma le truppe bizantine vennero messe in fuga in uno scontro avvenuto nel thema di Makedonia: i Bulgari fecero prigionieri quasi tutte le guardie mercenarie cazare e uccisero molti arconti, tra cui il comandante dell'esercito. Simeone non poté, però, sfruttare la vittoria ottenuta, in quanto fu obbligato a tornare in patria per fronteggiare un'incursione di Ungari.
L'Impero bizantino, impegnato in oriente contro gli Arabi e incapace di fronteggiare la minaccia posta da Simeone, aveva infatti fatto ricorso all'aiuto degli Ungari, che aveva spinto ad attaccare la Bulgaria promettendo loro il sostegno della flotta bizantina per attraversare il Danubio. Esiste anche la possibilità che Leone VI abbia stretto un accordo con Arnolfo di Carinzia allo scopo di garantire gli Ungari da un attacco alle spalle da parte dei Franchi in sostegno di Simeone. Venne anche richiamato dall'Italia il comandante Niceforo Foca, affinché portasse il suo esercito in Bulgaria (895) allo scopo di terrorizzare i Bulgari. Simeone, non essendo a conoscenza dell'attacco da settentrione, corse ad affrontare Foca, ma i due eserciti non si scontrarono: i Bizantini, infatti, offrirono la pace a Simeone, informandolo della propria campagna terrestre e marittima ma tenendolo volontariamente all'oscuro della incursione ungara. Simeone non ebbe fiducia nei messi bizantini, che fece imprigionare, e fece ostruire il percorso della flotta bizantina lungo il Danubio con funi e catene, allo scopo di tenerla bloccata fino a quando non avesse avuto modo di annullare la minaccia posta dall'esercito di Foca.

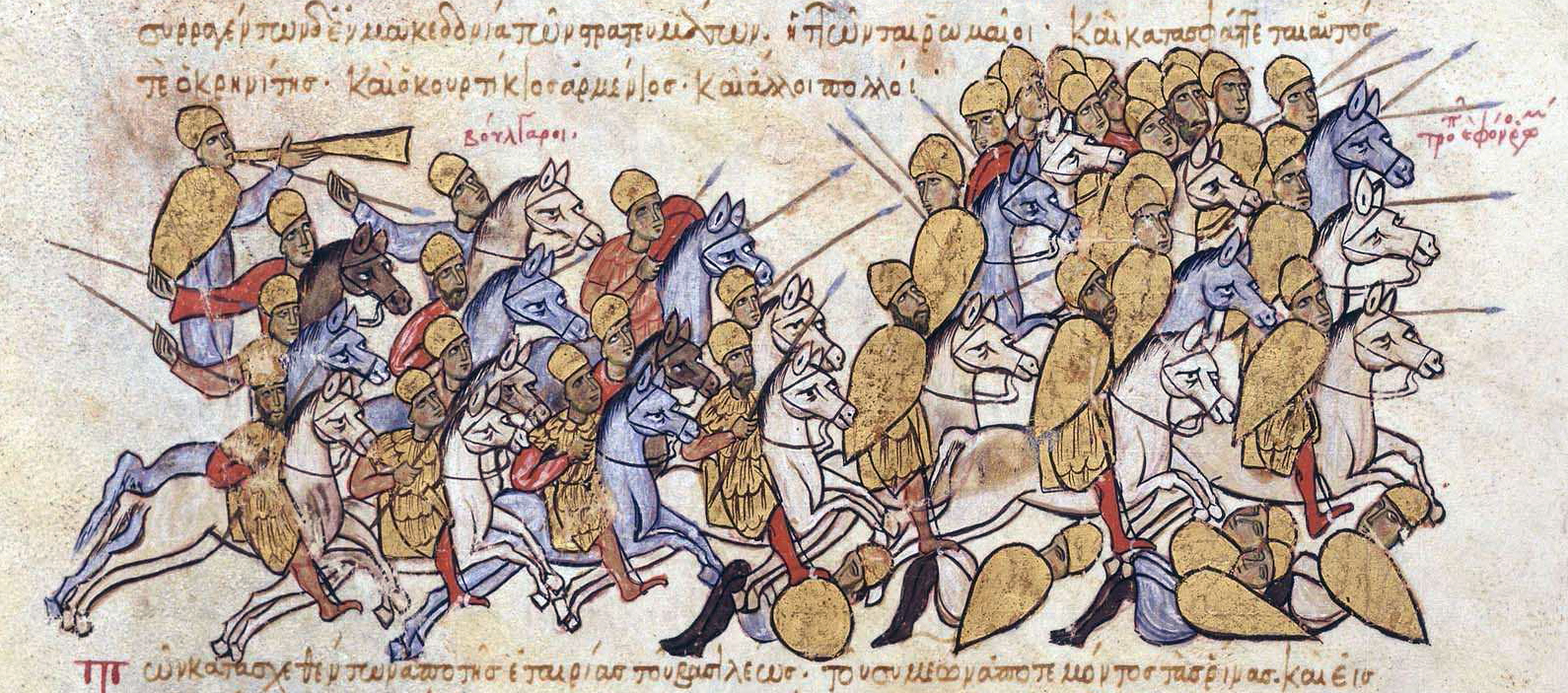
Gli Ungari sconfiggono i Bulgari di Simeone (dallo Scilitze di Madrid)

Malgrado gli ostacoli posti dai Bulgari, la flotta bizantina riuscì a trasportare le forze ungare (comandate dal figlio di Árpád, Levente) attraverso il Danubio, forse nei pressi di Galați; gli Ungari, con il sostegno dei Bizantini, saccheggiarono i villaggi bulgari. Simeone, sorpreso da questo attacco, si diresse verso nord per fermare gli Ungari, lasciando alcune truppe dietro di sé per prevenire l'attacco di Foca. I Bulgari e gli Ungari si scontrarono due volte nella Dobruja settentrionale, con due vittorie dei secondi: Simeone fu allora costretto a ritirarsi a Silistra. Dopo aver saccheggiato molte parti della Bulgaria e aver raggiunto persino Preslav, gli Ungari ritornarono alle loro terre, non prima che i Bulgari avessero firmato un armistizio con i Bizantini nell'estate dell'895; la pace tardò ad essere firmata perché Leone VI pretendeva il rilascio dei prigionieri bizantini fatti da Simeone l'anno precedente.

### Offensiva contro gli Ungari e i Bizantini

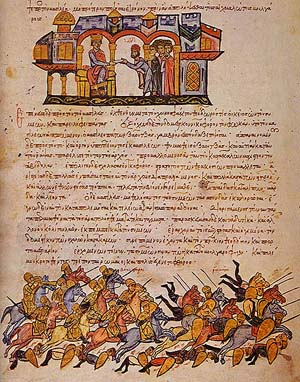
Le truppe di Simeone sconfiggono i Bizantini alla battaglia di Bulgarofigo (dallo Scilitze di Madrid)

Simeone era riuscito a superare la minaccia posta dagli Ungari e dai Bizantini, ma volle organizzare una contro-offensiva contro i primi: i suoi primi passi furono negoziare un'alleanza con i vicini orientali degli Ungari, i Peceneghi, e tenne imprigionato il negoziatore bizantino Leone magister, allo scopo di rallentare il rilascio dei prigionieri fino alla fine della campagna contro gli Ungari e di rinegoziare le condizioni di pace a suo favore.
Un'invasione ungara delle terre degli Slavi nell'896 fu utilizzata come casus belli, e Simeone attaccò gli Ungari assieme ai Peceneghi, sconfiggendoli completamente nella battaglia del Bug meridionale, obbligandoli ad abbandonare Etelköz e a stabilirsi in Pannonia. Solo dopo la sconfitta degli Ungari Simeone rilasciò i prigionieri bizantini in cambio dei Bulgari catturati nell'895.
Affermando che non tutti i prigionieri erano stati rilasciati, Simeone invase nuovamente il territorio bizantino nell'estate dell'896, puntando direttamente su Costantinopoli. Venne intercettato in Tracia da un esercito bizantino raccolto in fretta, ma nella battaglia di Bulgarofigo, nei pressi della moderna Babaeski (Turchia), Simeone travolse l'opposizione bizantina, mettendo sotto assedio la capitale imperiale. Leone VI fece armare i prigionieri arabi e li pose a difesa di Costantinopoli, in un atto disperato che gli permise di rompere l'assedio bulgaro. La fine della guerra fu segnata dalla conclusione di una pace che tenne fino alla morte di Leone nel 912: i termini dell'accordo prevedevano il pagamento di un tributo annuo ai Bulgari da parte dei Bizantini e la cessione a questi ultimi dell'area tra il mar Nero e Strandža. Il riconoscimento da parte di Simeone di Petar Gojniković come signore della Serbia permise al sovrano bulgaro di allargare la propria sfera di influenza sui territori serbi.
Simeone violò il trattato di pace coi Bizantini numerose volte, attaccando ripetutamente il territorio imperiale, come nel 904, quando le incursioni bulgare vennero sfruttate dagli Arabi, guidati dal rinnegato Leone di Tripoli, per conquistare Tessalonica con una campagna navale: dopo il saccheggio arabo, la città costituì un facile bersaglio per i Bulgari e gli Slavi circostanti: per evitare di perdere l'importante centro commerciale, Leone fu obbligato a fare ulteriori concessioni territoriali a Simeone, cedendo alla Bulgaria le regioni della Macedonia e dell'Albania, con il confine posto ad appena 20 km a nord di Tessalonica.

### Imperatore
La morte di Leone VI (11 maggio 912) e l'ascesa al trono del suo figlio ancora bambino, Costantino VII, posto sotto la tutela del fratello di Leone, Alessandro, il quale scacciò Zoe dal palazzo, costituì una grande opportunità per Simeone, che tentò un'altra campagna contro Costantinopoli, la cui conquista rimase il cruccio del sovrano bulgaro per tutta la sua vita. Nella primavera del 912, gli ambasciatori di Simeone, che avevano raggiunto la capitale bizantina per rinnovare la pace dell'896, furono scacciati da Alessandro, che si rifiutò di pagare il tributo annuale, inducendo Simeone a fare i preparativi per la guerra.
Prime che Simeone attaccasse, Alessandro morì il 6 giugno 913, lasciando l'impero nelle mani di un consiglio di reggenza capeggiato dal Patriarca di Costantinopoli Nicola Mistico. Molti degli abitanti di Costantinopoli non riconobbero il giovane imperatore e sostennero il pretendente Costantino Ducas, cosa che venne a vantaggio di Simeone, assieme alle rivolte in Italia meridionale e alla pianificata invasione araba dell'Anatolia. Costantino e Nicola cercarono di evitare che Simeone attaccasse l'impero con una lunga serie di lettere, ma il sovrano bulgaro invase l'Impero nel tardo luglio o nell'agosto 913, raggiungendo Costantinopoli senza incontrare resistenza. Nel frattempo Costantino Ducas era stato assassinato e Nicola era riuscito a far uscire lo stato dall'anarchia formando e presiedendo un governo. Per tale motivo Simeone levò l'assedio e iniziò le negoziazioni, per la gioia dei Bizantini. Le lunghe trattative si conclusero con l'impegno da parte bizantina al pagamento dei tributi arretrati e con la promessa che Costantino VII avrebbe sposato una delle figlie di Simeone; infine, Simeone ottenne di essere riconosciuto Imperatore dei Bulgari dal Patriarca Nicola nel Palazzo delle Blacherne.
Poco dopo l'incoronazione di Simeone a Costantinopoli, la madre di Costantino, Zoe, tornò a palazzo per volere del giovane figlio e iniziò a rimuovere i reggenti. Per mezzo di un complotto, Zoe riuscì a ottenere il potere nel febbraio 914, rimuovendo di fatto il Patriarca Nicola dal governo, rigettando e annullando il suo riconoscimento di Simeone come imperatore, e rigettando il matrimonio tra Costantino e una delle figlie di Simeone, il quale dichiarò nuovamente guerra all'Impero. Invase la Tracia nell'estate del 914, catturando Adrianopoli, città che però cedette di nuovo ai Bizantini quando Zoe lo blandì inviandogli dei doni, ritirando persino l'esercito. Negli anni successivi le forze di Simeone combatterono nelle province bizantine nord-occidentali, intorno a Durazzo e Tessalonica, senza però puntare su Costantinopoli.

### Vittorie ad Anchialos e Katasyrtai

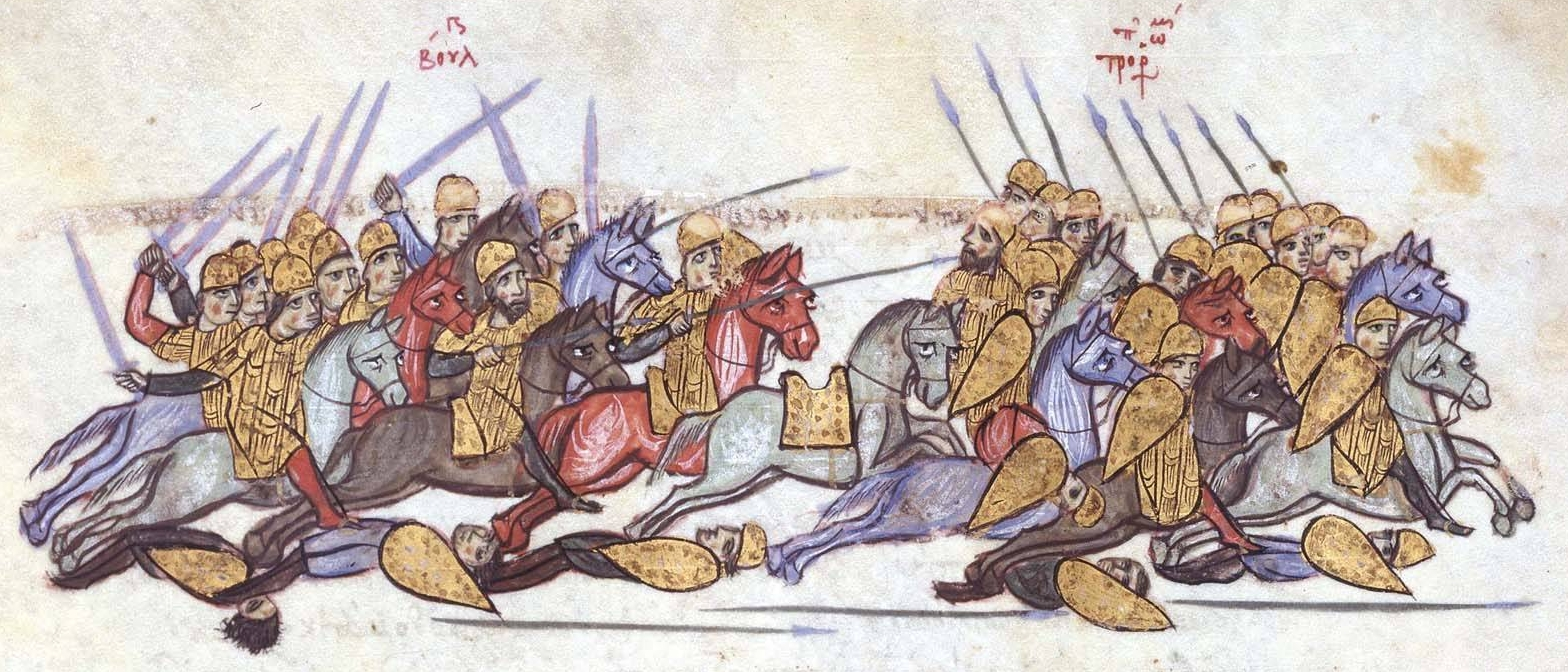
La vittoria bulgara nella battaglia di Anchialos, raffigurata in una miniatura dello Scilitze di Madrid

Nel 917 Simeone mise in atto i preparativi per una guerra contro l'Impero bizantino: fece anche un tentativo di stipulare un'alleanza in chiave anti-bizantina con i Peceneghi, ma i Bizantini riuscirono a offrire loro più denaro e a garantirsi il loro appoggio. I Bizantini organizzarono un'offensiva su larga scala: tentarono anche di coinvolgere il principe serbo Petar Gojniković, che sarebbe dovuto intervenire col sostegno degli Ungari.

Mappa dei movimenti durante la battaglia di Anchialos

Un forte esercito bizantino, guidato da Leone Foca (figlio di Niceforo), invase la Bulgaria col sostegno della marina bizantina, posta sotto il comando di Romano I Lecapeno, che salpò per i porti bulgari sul mar Nero. Sulla strada per Mesembria (moderna Nesebăr), dove avrebbero dovuto congiungersi con i rinforzi trasportati sulle navi, gli uomini di Foca si fermarono a riposarsi sulle rive dell'Achelaos, non lontano dal porto di Anchialos (moderna Pomorie). Venuto a conoscenza dell'invasione, Simeone corse a intercettare le forze bizantine, attaccandole dalle colline prossime al luogo di sbarco mentre queste erano ancora disorganizzate: la battaglia di Anchialos, combattuta il 20 agosto 917, vide la vittoria dei Bulgari e la morte di molti comandanti bizantini, sebbene Leone fosse in grado di fuggire a Mesembria. Qualche decennio più tardi, Leone il Diacono raccontava che «pile di ossa possono vedersi ancor oggi sulle rive del fiume Achelaos, quando l'armata in fuga dei Bizantini fu a quel tempo massacrata».
Fallì pure il pianificato attacco dei Peceneghi dal nord, in quanto gli alleati litigarono con l'ammiraglio Lecapeno, che si rifiutò di traghettarli al di là del Danubio per aiutare il contingente principale dell'esercito bizantino. I Bizantini non vennero aiutati neppure dai Serbi e dagli Ungari: i secondi erano impegnati in Europa occidentale come alleati dei Franchi, mentre i Serbi di Gojnikovic erano riluttanti ad attaccare la Bulgaria in quanto l'alleato dei Bulgari Mihailo Visevic di Zahumlje aveva informato Simeone del loro piano.
Poco dopo, l'esercito di Simeone fece seguire un altro successo alla vittoria di Anchialos: i Bulgari inviati a inseguire i resti dell'esercito bizantino giunsero nei pressi di Costantinopoli, dove incontrarono le forze bizantine di Leone Foca, che era tornato alla capitale, le distrussero nella battaglia di Katasyrtai e tornarono nel proprio territorio.
Al termine della campagna contro i Bizantini, Simeone decise di colpire il sovrano dei Serbi Petar Gojniković, che aveva cercato di stringere un'alleanza anti-bulgara con l'Impero: inviò allora un esercito in Serbia, sotto il comando di Teodoro Sigritsa e Marmais, i quali convinsero Gojniković ad incontrarli personalmente, lo imprigionarono e lo portarono in Bulgaria, dove morì in un sotterraneo. Simeone richiamò allora Pavle Branović dall'esilio e lo mise sul trono serbo, facendo della Serbia uno stato sotto controllo bulgaro.

### Nuova guerra contro l'Impero bizantino
Nel frattempo i fallimenti militari causarono un cambiamento nel governo bizantino, con l'ammiraglio Romano I Lecapeno che nel 919 si sostituì come reggente per il giovane Costantino VII a Zoe Carbonopsina, obbligandola a tornare in convento; in seguito Romano diede la propria figlia in sposa a Costantino e, nel dicembre 920, si fece proclamare co-imperatore, assumendo di fatto il governo dell'impero.
Simeone aveva sperato di estendere la propria influenza sul trono bizantino proprio per mezzo del matrimonio di Costantino con sua figlia, ma ora che questa strada gli era stata preclusa decise di imporre il proprio dominio con la forza. Tra il 920 e il 922 la Bulgaria incrementò la pressione sull'Impero, organizzando delle campagne in Tessaglia e in Tracia, raggiungendo lo stretto dei Dardanelli e l'istmo di Corinto. Le truppe bulgare si portarono di fronte a Costantinopoli nel 921, quando Simeone chiese la deposizione di Romano e conquistò Adrianopoli, e poi nel 922, quando furono vittoriose nella battaglia di Pigae, devastando il Corno d'oro e saccheggiando Vize. I Bizantini tentarono di creargli problemi istigando una rivolta in Serbia, ma Simeone depose Pavle sostituendolo con Zaharije Pribisavljević, che era si era rifugiato a Costantinopoli e che era stato catturato da Simeone.

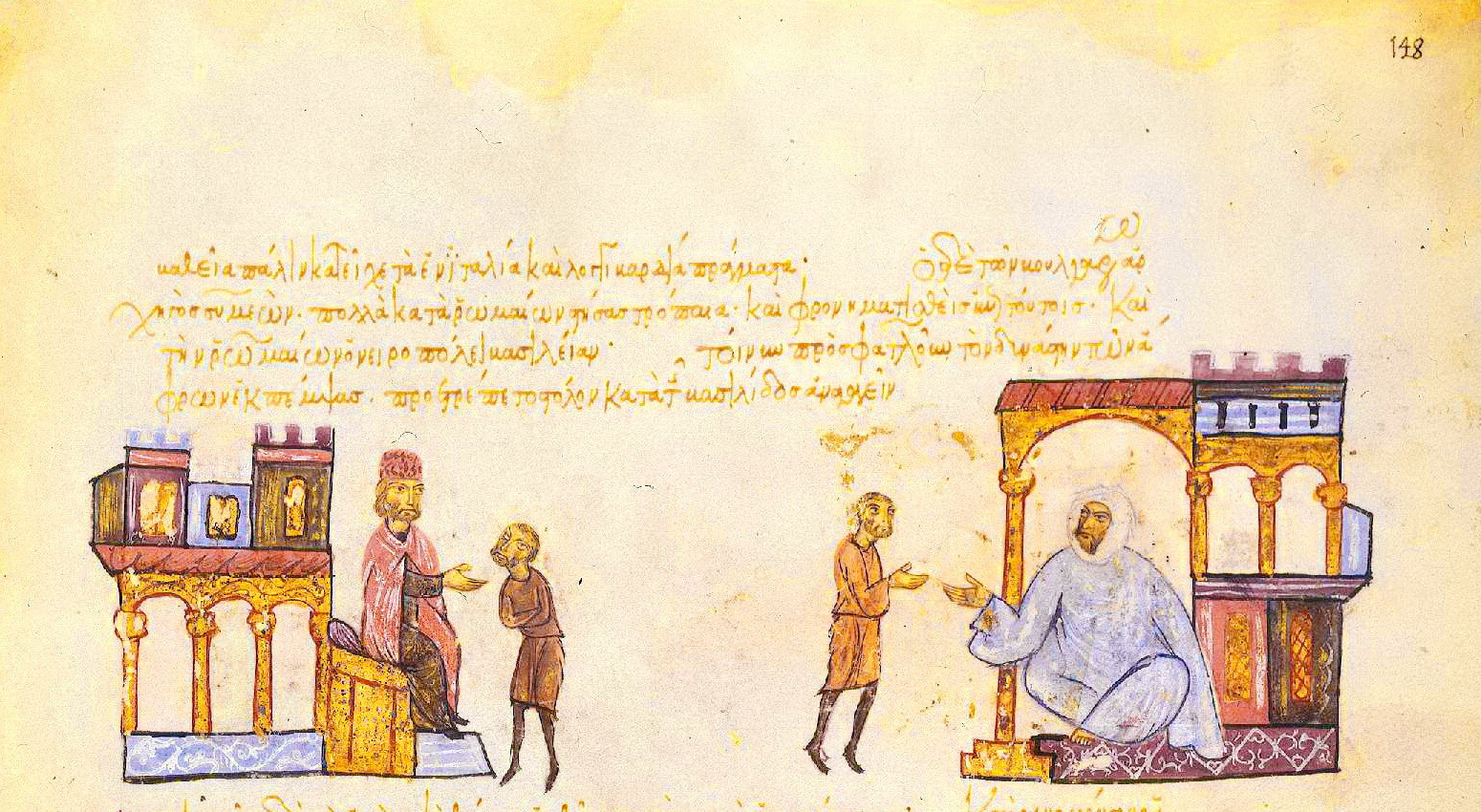
Simeone invia messaggeri ai Fatimidi (dallo Scilitze di Madrid)

Ossessionato dalla conquista di Costantinopoli, Simeone pianificò una grande campagna per il 924, cercando il sostegno dei Fatimidi con un'ambasceria inviata al califfo Ubayd Allah al-Mahdi, la cui marina da guerra era di fondamentale importanza per Simeone. Il califfo accettò di collaborare con Simeone e gli mandò i propri emissari, che però vennero catturati dai Bizantini in Calabria; scoperto il piano di Simeone, Romano riuscì ad impedire l'alleanza tra Arabi e Bulgari stipulando una pace con i primi, ottenuta in cambio del pagamento di un tributo.
I Bizantini rinnovarono il tentativo di impegnare Simeone fomentando una rivolta in Serbia, e questa volta vi riuscirono, in quanto i Serbi erano stanchi delle continue campagne di Simeone contro l'Impero. Simeone reagì inviando un esercito sotto Sigritsa e Marmais, che però vennero sconfitti e decapitati: lo Zar dei Bulgari dovette allora accettare un armistizio con i Bizantini, per poter avere le mani libere per la soppressione della rivolta serba, terminata con la fuga di Zaharije in Croazia e l'instaurazione del diretto controllo bulgaro sulla Serbia.
Malgrado l'armistizio esistente, nell'estate del 924 Simeone giunse alle porte di Costantinopoli, chiedendo di incontrare l'imperatore e il patriarca. Il suo incontro con Romano, avvenuto al Corno d'oro il 9 settembre, portò alla stipula di una tregua, ottenuta dai Bizantini in cambio di un tributo annuale, ma con la restituzione all'Impero di alcune città sul mar Nero. Si racconta che durante il colloquio dei due sovrani, due aquile si siano incontrate nel cielo sopra il Corno d'oro e si siano poi separate, una volando verso Costantinopoli e l'altra verso la Tracia: il segno sarebbe stato interpretato come testimonianza dell'impossibilità di una vera pace tra i due monarchi.

### Guerra con la Croazia e morte di Simeone

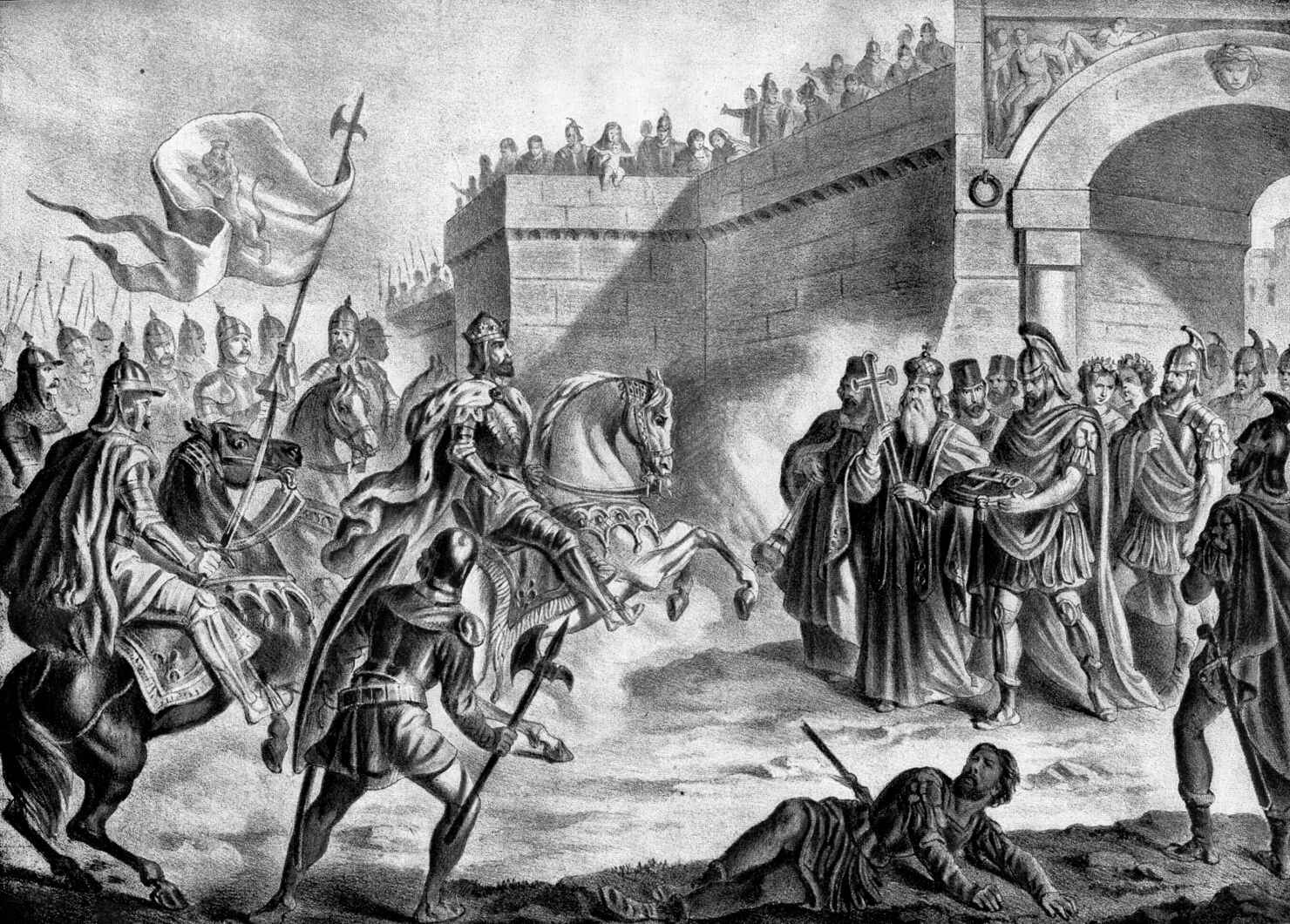
Simeone I davanti alle mura di Costantinopoli.

In occasione della morte del Patriarca di Costantinopoli Nicola I (925), o subito dopo, Simeone elevò la Chiesa ortodossa bulgara al rango di patriarcato; è possibile che questa decisione sia da collegare ai rapporti stretti dallo Zar dei Bulgari con il Papato tra il 924 e il 926, a seguito dei quali ricevette da papa Giovanni X il riconoscimento del titolo di "Imperatore dei Romani", in tutto e per tutto equivalente al titolo degli imperatori bizantini, e, forse, il riconoscimento del titolo di patriarca per il capo della Chiesa ortodossa bulgara.
Nel 926 le truppe di Simeone invasero la Croazia, all'epoca un alleato dei Bizantini, ma vennero completamente sconfitte da re Tomislao nella battaglia degli altipiani bosniaci. Temendo un ulteriore attacco bulgaro, Tomislav decise nondimeno di rompere la sua alleanza con l'Impero e di stipulare una pace sulla base dello status quo, negoziata dall'inviato papale Madalberto.
Negli ultimi mesi di vita, Simeone fece i preparativi per un altro assedio di Costantinopoli, nonostante le disperate richieste di pace di Romano.
Il 27 maggio 927 Simeone morì per un attacco di cuore nel suo palazzo a Preslav. I cronicisti bizantini collegano alla sua morte una leggenda secondo la quale Romano avrebbe decapitato una statua che somigliava molto a Simeone, il quale sarebbe morto proprio in quell'istante.
Gli succedette il figlio Pietro I, con Giorgio Sursuvul, lo zio materno del nuovo imperatore, che ne fu inizialmente il tutore. Una clausola del trattato di pace tra Bulgaria e Impero bizantino dell'ottobre 927 confermò il mantenimento dei confini, del riconoscimento del sovrano bulgaro come imperatore e dello status di patriarca del capo della Chiesa bulgara, al contempo sancendo il matrimonio tra Pietro e Maria Irene, nipote di Romano.